# Nadi International Airport
Nadi International Airport är en flygplats i Fiji. Den ligger i den västra delen av landet, 110 km väster om huvudstaden Suva. Nadi International Airport ligger 17 meter över havet. Den ligger på ön Viti Levu.
Terrängen runt Nadi International Airport är platt åt sydväst, men åt nordost är den kuperad. Havet är nära Nadi International Airport åt nordväst. Runt Nadi International Airport är det ganska tätbefolkat, med 86 invånare per kvadratkilometer. Närmaste större samhälle är Nadi, 6,0 km sydväst om Nadi International Airport. Omgivningarna runt Nadi International Airport är en mosaik av jordbruksmark och naturlig växtlighet.